# Rio Vista (Califórnia)
Rio Vista é uma cidade localizada no estado americano da Califórnia, no condado de Solano. Foi incorporada em 6 de janeiro de 1894. Localizada no extremo oriental do condado de Solano, fica nas margens do Rio Sacramento, na região do Sacramento River Delta.

## Geografia
De acordo com o United States Census Bureau, a cidade tem uma área de 18,3 km², onde 17,3 km² estão cobertos por terra e 1 km² por água.

### Localidades na vizinhança
O diagrama seguinte representa as localidades num raio de 24 km ao redor de Rio Vista.

## Demografia
Segundo o censo nacional de 2010, a sua população é de 7 360 habitantes e sua densidade populacional é de 424,77 hab/km². É a cidade menos populosa do condado de Solano, porém é a que, em 10 anos, teve o maior crescimento populacional. Possui 3 890 residências, que resulta em uma densidade de 224,50 residências/km².

## Personalidades
- Francisco Nunes da Rosa (Rio Vista, Califórnia, 22 de Março de 1871 — Bandeiras, 13 de Setembro de 1946), mais conhecido por Nunes da Rosa, foi um sacerdote católico, publicista e escritor açoriano que se notabilizou como contista.

## Galeria de imagens

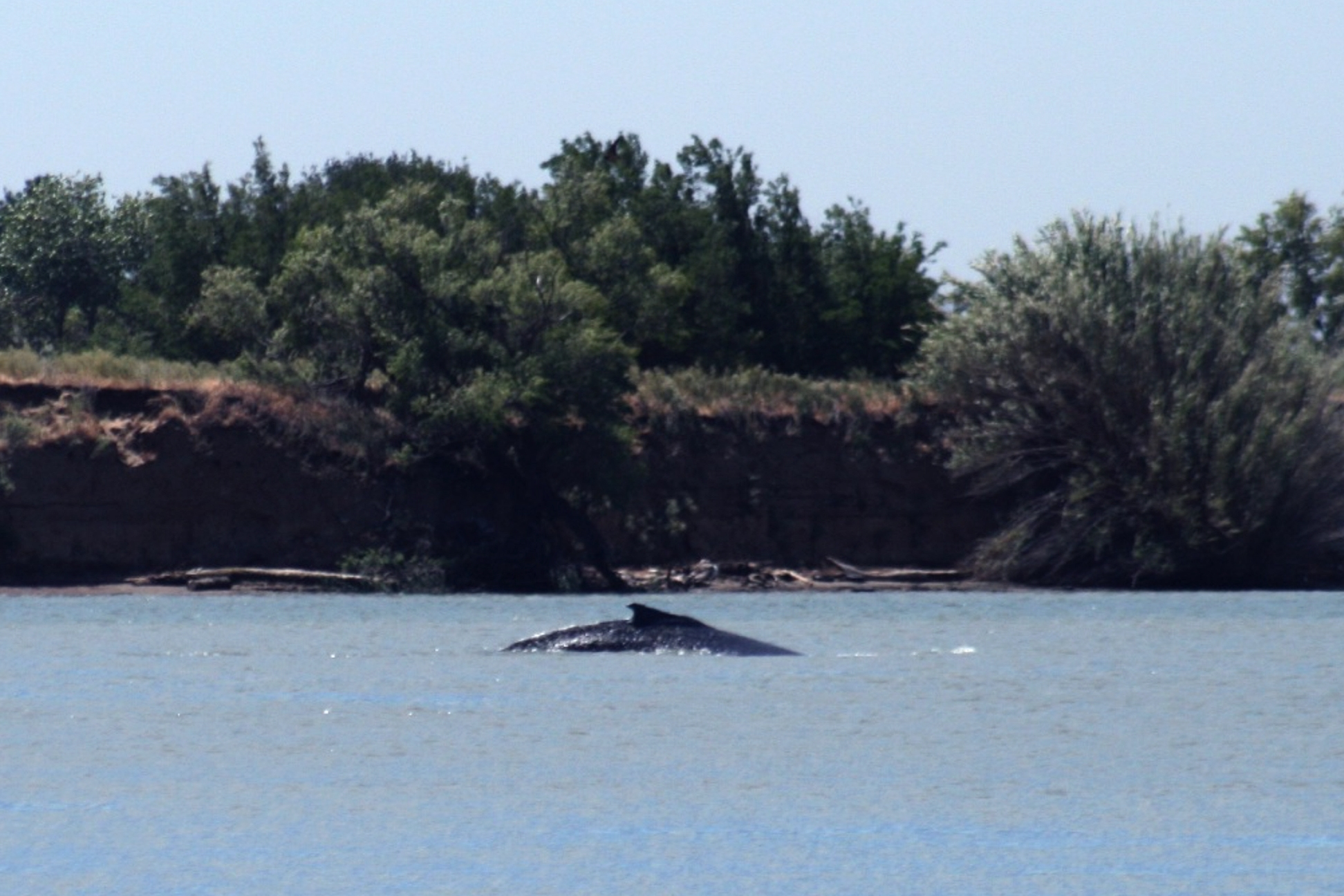